# Nikolaï Ivanovitch Krasnov
Pour les articles homonymes, voir Krasnov.
Nikolaï Ivanovitch Krasnov (Николай Иванович Краснов), né le 29 janvier 1833 à la stanitsa de Viochenskaïa, près de Rostov-sur-le-Don, et mort le 15 septembre 1900 à Taganrog, est un général russe, historien militaire et écrivain. C'est le père du géographe et botaniste Andreï Krasnov, de l'écrivain Platon Krasnov et du général Piotr Krasnov.

## Biographie
Il naît dans une famille de la noblesse cosaque du Don. Son père est le général Ivan Ivanovitch Krasnov (1802-1871), écrivain militaire. Nikolaï Krasnov poursuit ses études au premier corps de cadets de Saint-Pétersbourg. Il est nommé au premier grade d'officier le 7 août 1851 et commence son service au régiment de cosaques de la Garde impériale.
Pendant la guerre de Crimée, Krasnov prend part à la défense de Taganrog et capture une canonnière anglaise HMS Jasper. Il reçoit l'ordre de Sainte-Anne de 3e classe avec épées et ruban en 1863 pour sa participation à la pacification de la révolte polonaise.
Lorsqu'il termine en 1858 sa formation à l'école militaire d'état-major Nicolas, il est mis à la disposition de l'état-major et en 1867 à celui des forces armées cosaques. Il est élevé au grade de général-major en 1880 et devient membre du comité des forces armées cosaques. Il y dirige le département des statistiques. Il se fait le défenseur de l'idée d'une flotte cosaque, ce qu'il exprime dans des publications.
Il prend sa retraite en 1892 avec le grade de général-lieutenant. Il prend alors la charge de juge de paix d'honneur dans le Don. Il meurt à Taganrog, le 15 septembre 1900.

## Décorations
- Ordre de Sainte-Anne de 3e classe (1855) ;
- Ordre de Sainte-Anne de 2e classe (1872) ;
- Ordre de Saint-Vladimir de 3e classe (1874) ;
- Ordre de Saint-Stanislas de 1re classe (1883).

## Œuvres
Le général Krasnov a surtout écrit à propos de l'histoire des cosaques du Don. parmi ses œuvres, l'on peut citer:
- «Военное обозрение земли Войска Донского» [L'Éducation militaire dans la terre des cosaques du Don], Saint-Pétersbourg, 1864
- «Донской казачий флот» [La Flotte des cosaques du Don], Saint-Pétersbourg, 1886
- «Донское войско как главный член казачьей семьи» [L'Armée du Don, comme membre principal de la famille cosaque]
- «Описание земли Войска Донского» [Description de la terre des cosaques du Don], Saint-Pétersbourg, 1863
- «Исторические очерки Дона» [Descriptif historique du Don]
- «Казак Иван Богатый. Эпилог Булавинского бунта». [Le Cosaque Ivan Bogaty. Épilogue de la révolte de Boulavine], Novotcherkassk, 1882
- «Народонаселение и территория казачьих войск». [Peuplement et Territoire des armées du Don]
- «Прошлое и настоящее Донских казаков» [Le Passé et le présent des cosaques du Don]
- «Терские казаки» [Les cosaques du Terek] (médaille d'or de l'Académie impériale de Russie).

Le général Krasnov fut également l'auteur de nombreux articles qui lui valurent un grand renom:
- Низовые и верховые донские казаки [Grandeurs et Vicissitudes des cosaques du Don] // «Военный сборник», 1858, № 2
- Оборона Таганрога и берегов Азовского моря в 1855 г. [La Défense de Taganrog et des bords de la mer d'Azov en 1855] // «Военный сборник», 1862, № 8
- Влияние экономического развития казачьих войск на успехи их в народном образовании [L'Influence du développement économique des armées du Don et de leurs succès dans l'instruction populaire] // «Военный сборник», 1879, № 10—12
- Мобилизация льготных казаков в турецкую войну 1877—78 годов [La Mobilisation des cosaques engagés pendant la guerre turque de 1877-1878] // «Военный сборник», 1880, № 4-7

En plus du domaine militaire stricto sensu, Krasnov publie nombre de récits, de nouvelles et de descriptions à propos de l'histoire des cosaques du Don qui paraissent dans des périodiques pétersbourgeois ou de la région du Don. L'on peut distinguer:
- «Таинственные и новые про казаков рассказы». [Récits mystérieux et nouveaux à propos des cosaques], Novotcherkassk, 1909
- «На озере. Повести и рассказы». [Sur le lac. Nouvelles et récits], Saint-Pétersbourg, 1895
- «Донцы. Рассказы из казачьей жизни». [les Cosaques du Don. Récits à propos de leur vie], Saint-Pétersbourg, 1896
- «Ваграм. Очерки и рассказы из военной жизни». [Wagram. Essais et récits à propos de la vie militaire], Saint-Pétersbourg, 1898